# 이산화 질소
이산화 질소(二酸化窒素)는 질소와 산소로 이루어진 화합물이다. 분자식은 NO2이다. 산화 질소(IV), 과산화 질소(過酸化窒素)라고도 하는데, 사산화 이질소 역시 이 명칭으로 불릴 수 있다. 독성이 있는 적갈색의 기체이다.

## 성질
적갈색의 기체 상태로 존재한다. 고체 또는 액체 상태에서는 거의 대부분의 분자가 사산화 이질소의 형태로 존재하고 있다. 녹는점은 -9.3 °C, 끓는점은 21.3 °C이다. 상자성을 띠는 분자이다. 질소 원자와 산소 원자의 결합 길이는 1.188Å, 결합각은 126°이다. 이황화 탄소, 클로로폼 등에 녹는다. 액체 상태의 이산화 질소는 염소, 브로민, 아이오딘 등을 녹일 수 있지만 무기염은 반응하지 않는 이상 잘 녹이지 못한다.이산화 질소는 극성 물질이기 때문에 물에 잘 녹는다.
두 개의 이산화 질소 분자가 반응하면 사산화 이질소 분자가 되며 이는 다음과 같은 평형상태에 놓여있다.
2 NO2 ⇄ N2O4
위 반응에서 평형은 온도가 높아질수록 평형이 이산화 질소 쪽으로 이동한다. 27 °C에서는 21.24%만이 이산화 질소의 형태로 존재하나, 60 °C에서는 약 50%가 이산화 질소의 형태로 존재하고 100 °C에서는 90%, 150 °C에서는 거의 모든 분자가 이산화 질소의 형태로 존재한다.
이산화 질소가 관여된 반응은 대표적으로 다음과 같은 것이 있다.
- 600°C 이상으로 가열할 경우 일산화 질소와 산소로 해리된다. 반응식은 다음과 같다.

2NO2 ⇄ 2NO + O2
- 일산화 질소와 반응할 경우 삼산화 이질소를 생성한다.
- 물과 반응하여 다음과 같은 평형을 이룬다.

2 NO2 + H2O ⇄ H+ + NO3- + HNO2
3 HNO2 ⇄ H+ + NO3- + 2NO + H2O

## 제법
건조한 분말형태의 질산 납을 산소 존재 하에 가열한다.

## 안전

### 흡입
증기는 기도를 강하게 자극한다. 눈과 목에 자극, 가슴의 긴장, 두통, 구역질, 점차적인 무력함이 일어날 수 있다. 심각한 증상은 5~7시간 후에도 일어날 수 있으며 청색증, 호흡 곤란, 불규칙한 호흡, 나른함이 있을 수 있다. 치료받지 않는 경우 폐수종으로 인하여 결과적으로 사망할 수 있다.

### 피부
액체상태의 이산화 질소에 노출될 경우 심각한 부식이 발생할 수 있다.

### 눈
액체상태의 이산화 질소에 노출될 경우 심각한 부식이 발생할 수 있다. 이산화 질소에 노출될 위험에 있는 사람은 콘택트렌즈를 사용해서는 안 된다.

## 같이 보기
- 사산화 이질소
- 일산화 질소
- 아질산염
- 아산화 질소

## 참고 문헌
- Considine, G. D. et al., Van Nostrand's encyclopedia of chemistry, 5th edition, Hoboken: Wiley-Interscience, 2005.
- Parker, S. P. et al., McGraw-Hill encyclopedia of chemistry, New York: McGraw-Hill, 1993.
- 化學大辭典編集委員會 편, 성용길, 김창홍 역, 《화학대사전》, 서울: 世和, 2001.
- https://web.archive.org/web/20061020032006/http://www.vngas.com/pdf/g61.pdf